# Verwaltungsinformatik
Die Verwaltungsinformatik ist ein Teilgebiet der Wirtschaftsinformatik. Als Angewandte Informatik beschäftigt sie sich mit dem Einsatz der Elektronischen Datenverarbeitung in der Öffentlichen Verwaltung und deren Digitale Transformation. Im Unterschied zur betriebswirtschaftlich orientierten Wirtschaftsinformatik steht die Verwaltungsinformatik in einem engen Zusammenhang mit Rechtswissenschaft (insbesondere Öffentliches Recht, Verwaltungsrecht) und Rechtsinformatik.

## Ziele, Aufgaben und Einsatzgebiete
Ziel der Verwaltungsinformatik ist es, Verwaltungshandeln durch Informationstechnik zu unterstützen. Im Einzelnen beinhaltet dies den Aufbau und Betrieb von Systemen und Prozessen der IT-Infrastruktur, die Entwicklung von Web-Technologien, Datenbanken und Portallösungen sowie Datenschutz, Qualitätssicherung und Evaluation von IT-Projekten in unterschiedlichen Bundes-, Landes- und Kommunalverwaltungen. Neuere Arbeiten heben außerdem den Einsatz datengetriebener KI-Komponenten – etwa Robotic-Process-Automation oder Large-Language-Models zur automatisierten Vorprüfung von Anträgen – als wachsenden Bestandteil dieser Disziplin hervor.
Das Onlinezugangsgesetz verpflichtet in Deutschland Bund, Länder und Gemeinden ihre Verwaltungsleistungen bis spätestens Ende 2022 auch elektronisch über Verwaltungsportale im Rahmen eines Portalverbunds anzubieten. In Österreich wird die Implementation der Plattform oesterreich.gv.at von einer mobilen Agenda begleitet. In der Schweiz verstärken Bund, Kantone, Gemeinden und Städte die Zusammenarbeit beim Aufbau und bei der Steuerung der Digitalen Verwaltung.

## Studiengänge Verwaltungsinformatik
In den D-A-CH Ländern werden im Bereich Wirtschaftsinformatik insgesamt 273 Bachelor-Studiengänge, 169 Master-Studiengänge und 77 duale Studiengänge angeboten.
Spezielle Studiengänge für Verwaltungsinformatik gibt es nur in Deutschland:
- seit 2001: Hochschule für den öffentlichen Dienst in Bayern: Verwaltungsinformatik (Diplom)
- seit 2007: Hochschule für Wirtschaft und Recht Berlin: Verwaltungsinformatik (B.A.)
- seit 2007: Hochschule Harz: Informatik / E-Administration (B.Sc.)
- seit 2009: Hochschule Rhein-Waal: Verwaltungsinformatik - E-Government (B.Sc.)
- seit 2012: Hochschule des Bundes für öffentliche Verwaltung: Verwaltungsinformatik (Diplom)
- seit 2012: Universität Koblenz-Landau: E-Government (M.Sc.)
- seit 2016: Hochschule Meißen (FH) und Fortbildungszentrum: Public Governance (M.Sc.)
- seit 2017: Hochschule Hannover: Verwaltungsinformatik (B.Sc.)
- seit 2017: FOM – Hochschule für Oekonomie und Management: Wirtschaftsinformatik - kommunal (B.Sc.)
- seit 2017: Westfälische Wilhelms-Universität Münster: Public Sector Innovation and eGovernance (M.Sc.)
- seit 2018: Technische Hochschule Wildau: Verwaltungsinformatik Brandenburg (B.Sc.)
- seit 2018: Hochschule RheinMain: Wirtschaftsinformatik Schwerpunkt Verwaltungsinformatik / eGovernment (B.Sc.)
- seit 2018: Duale Hochschule Baden-Württemberg Mannheim: Wirtschaftsinformatik - E-Government (B.Sc.)
- seit 2019: Hochschule für Technik und Wirtschaft Dresden: Verwaltungsinformatik (B.Sc.)
- seit 2019: Hochschule Hof: Digitale Verwaltung (B.A.)
- seit 2019: Hochschule Harz: IT-Management - Verwaltungsinformatik (B.A.)
- seit 2020: Hochschule für Polizei und öffentliche Verwaltung Nordrhein-Westfalen: Verwaltungsinformatik (B.A.)
- seit 2020: Hochschule des Bundes für öffentliche Verwaltung: Digital Administration and Cyber Security (Diplom)
- seit 2020: Hochschule Meißen (FH) und Fortbildungszentrum: Digitale Verwaltung (B.Sc.)
- seit 2020: Hochschule für öffentliche Verwaltung Kehl: Digitales Verwaltungsmanagement (B.A.)
- seit 2020: Hessische Hochschule für Polizei und Verwaltung: Digitale Verwaltung (B.A.)
- seit 2021: Zeppelin Universität: Public Management & Digitalisierung (M.A.)
- seit 2021: Hochschule Schmalkalden: Verwaltungsinformatik/ E-Government (B.Sc.)
- seit 2021: Hochschule Harz: Verwaltungsdigitalisierung und -informatik (B.Sc.)
- seit 2022: Westfälische Wilhelms-Universität Münster: E-Government (M.Sc.)
- seit 2022: Hochschule für angewandte Wissenschaften Landshut: Digitales Verwaltungsmanagement (B.Sc.)
- seit 2023: Hochschule für Angewandte Wissenschaften Hamburg: E-Government (B.Sc.)

Im Studium werden die Studierenden auf verschiedene Aufgaben im IT-Bereich wie Entwicklung, Betrieb, Services, Projektmanagement bzw. in Schnittstellenfunktionen zwischen IT und Verwaltung vorbereitet. Das Studium zielt auf die Schnittstelle zwischen "klassischer" Verwaltungsausbildung und Informatikinhalten. Absolventen sollen in die Lage versetzt werden, sowohl in der Öffentlichen Verwaltung als auch in Wirtschaftsunternehmen zu arbeiten, die Aufträge aus dem öffentlichen Bereich erhalten. Das interdisziplinäre Studium vermittelt neben informations- und kommunikationstechnischem Fachwissen und verwaltungs- und betriebswirtschaftlichen Kenntnissen auch soziale, kommunikative und organisatorische Kompetenzen. 
Beispielhafte Inhalte:
- Einführung in die Informatik und Betriebssysteme
- IT-Infrastruktur und Netze
- Programmierung und Softwareentwicklung
- Datenbanken
- Verwaltungswissenschaft
- E-Government
- Fachverfahren der Verwaltung
- Geschäftsprozessmanagement
- Projektmanagement
- Datenschutz und IT-Sicherheit
- Öffentliches Recht
- Zivilrecht
- BWL und Rechnungswesen
- Haushaltswesen und Kostenleistungsrechnung
- Projekt
- Soziale Kompetenzen
- Fremdsprache (Englisch)

Absolventen des Studiengangs werden in allen Einrichtungen des öffentlichen Sektors und bei verwaltungsbezogenen externen Institutionen und Dienstleistern ihr Einsatzgebiet finden. Dies sind insbesondere die öffentliche Verwaltung auf allen administrativen Ebenen (EU, Bund, Länder und Kommunen), öffentliche Unternehmen (Stadtwerke, Entsorgungs- und Verkehrsunternehmen, Gesundheitseinrichtungen), Stiftungen, Vereine, Verbände, private Unternehmen im Rahmen von Public-Private-Partnership, außerdem Consulting- und Software-Unternehmen mit Beratungs-/ Kundenschwerpunkt öffentlicher Sektor.
Hinsichtlich der Anwendungsorientierung technischer Lösungen verfügen die Absolventen u. a. über Erfahrungen in der Programmierung sowie Kenntnisse in der Anwendung von Datenbank- und Workflowmanagementsystemen. Absolventen können in den Fachbereichen Anwendungsentwicklung sowie System-Administration oder als DV-Beauftragte eingesetzt werden, die eine Schnittstelle zwischen der System-Administration und den Benutzern darstellen. Absolventen werden Prozesse neu planen und computergestützte Entscheidungen vorbereiten und durchführen. In IT-, Organisations- und Fachabteilungen ist ihr technisches Know-how gefragt, das sie betriebswirtschaftlich fundiert implementieren können.